# 3141 Buchar
3141 Buchar è un asteroide della fascia principale del diametro medio di circa 36,05 km. Scoperto nel 1984, presenta un'orbita caratterizzata da un semiasse maggiore pari a 3,4071708 UA e da un'eccentricità di 0,0765823, inclinata di 10,92668° rispetto all'eclittica.
L'asteroide è dedicato all'astronomo cecoslovacco Emil Buchar.